# Casa de São Miguel (Gondomar)
A Casa de São Miguel é um empreendimento turístico localizado na Aldeia de São Miguel, na Várzea da Ribeira de Urcheira, freguesia de Gondomar (São Cosme), Valbom e Jovim, Município de Gondomar. Foi criado em 2004 a partir do restauro da Casa de S. Miguel.[carece de fontes?]

## Descrição

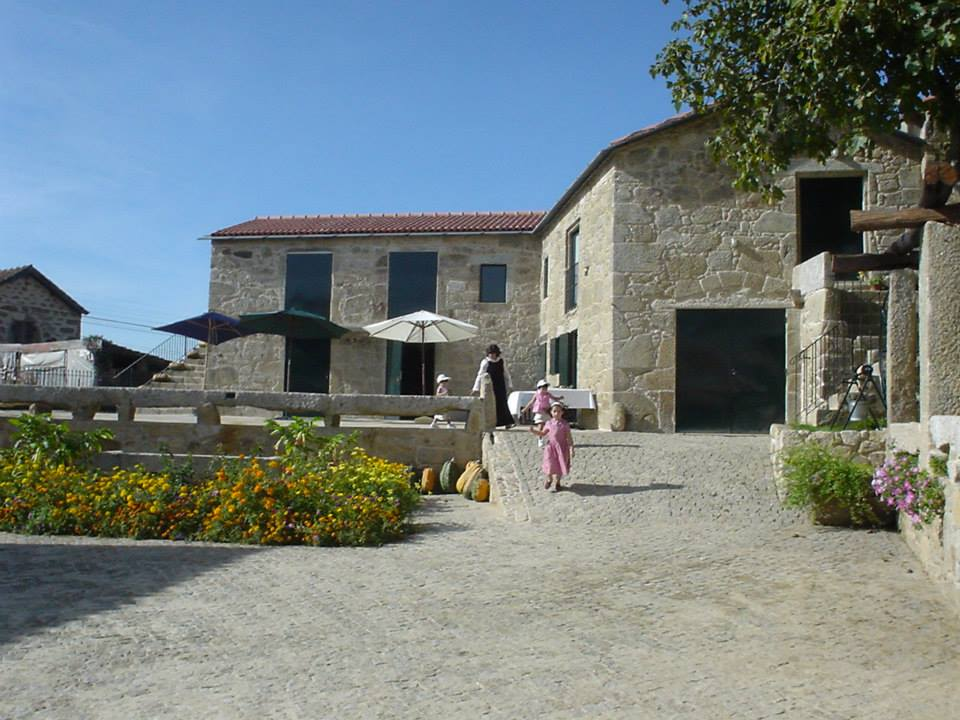
Eirado e coberto

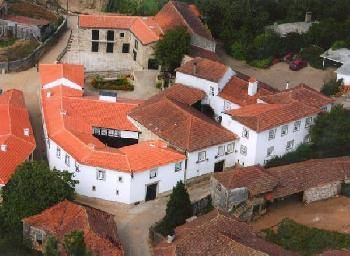
Vista aérea da aldeia

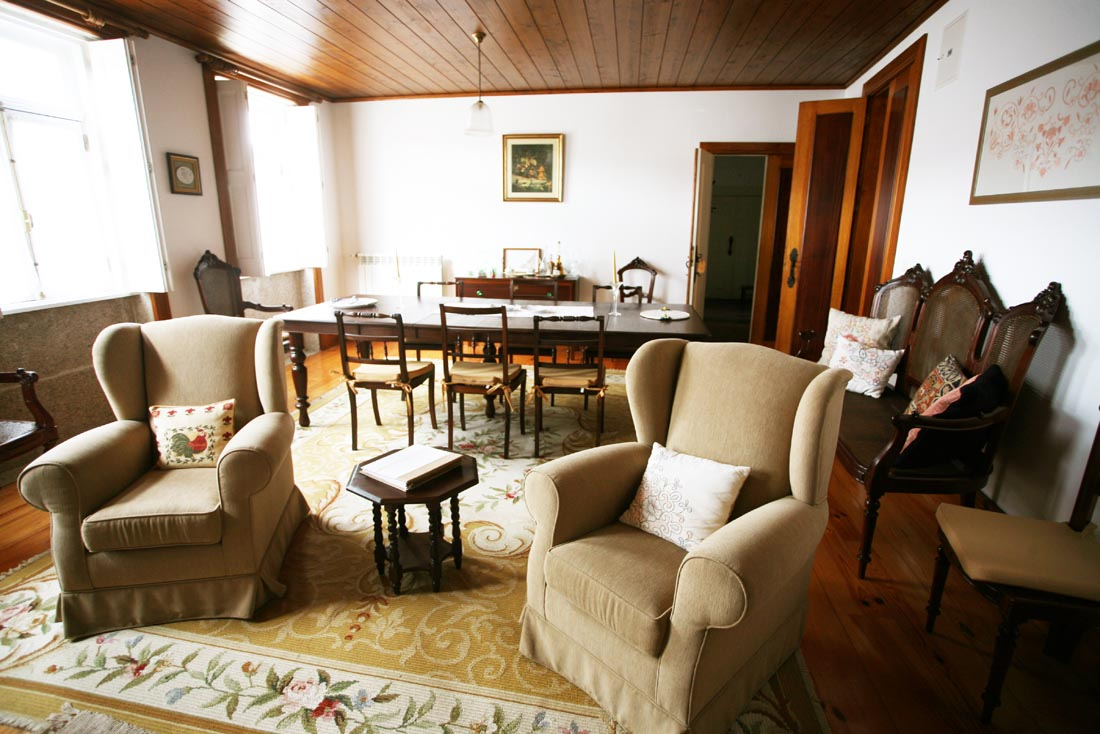
sala de jantar sec. XVIII

A Aldeia está classificada pelo P.D.M. de Gondomar como conjunto arquitectónico de interesse local a preservar – é formada por sete casas, pegadas ou separadas por estreitas vielas, dos séculos XVI e XVII restauradas principalmente a partir do século XVIII - as fachadas ostentam, gravadas no granito das suas portas e janelas, as datas da sua construção.[carece de fontes?]
A Casa tem também recuperadas 3 salas de refeições, biblioteca, salas de estar, sala de recreio com casa de bonecas e materiais para construções e jogos infantis dos séculos passados, sobretudo bonecas em tecido e porcelana, brinquedos em madeira e alguns objectos escolares tais como secretárias, cadeiras e tábuas de ardósia.[carece de fontes?]

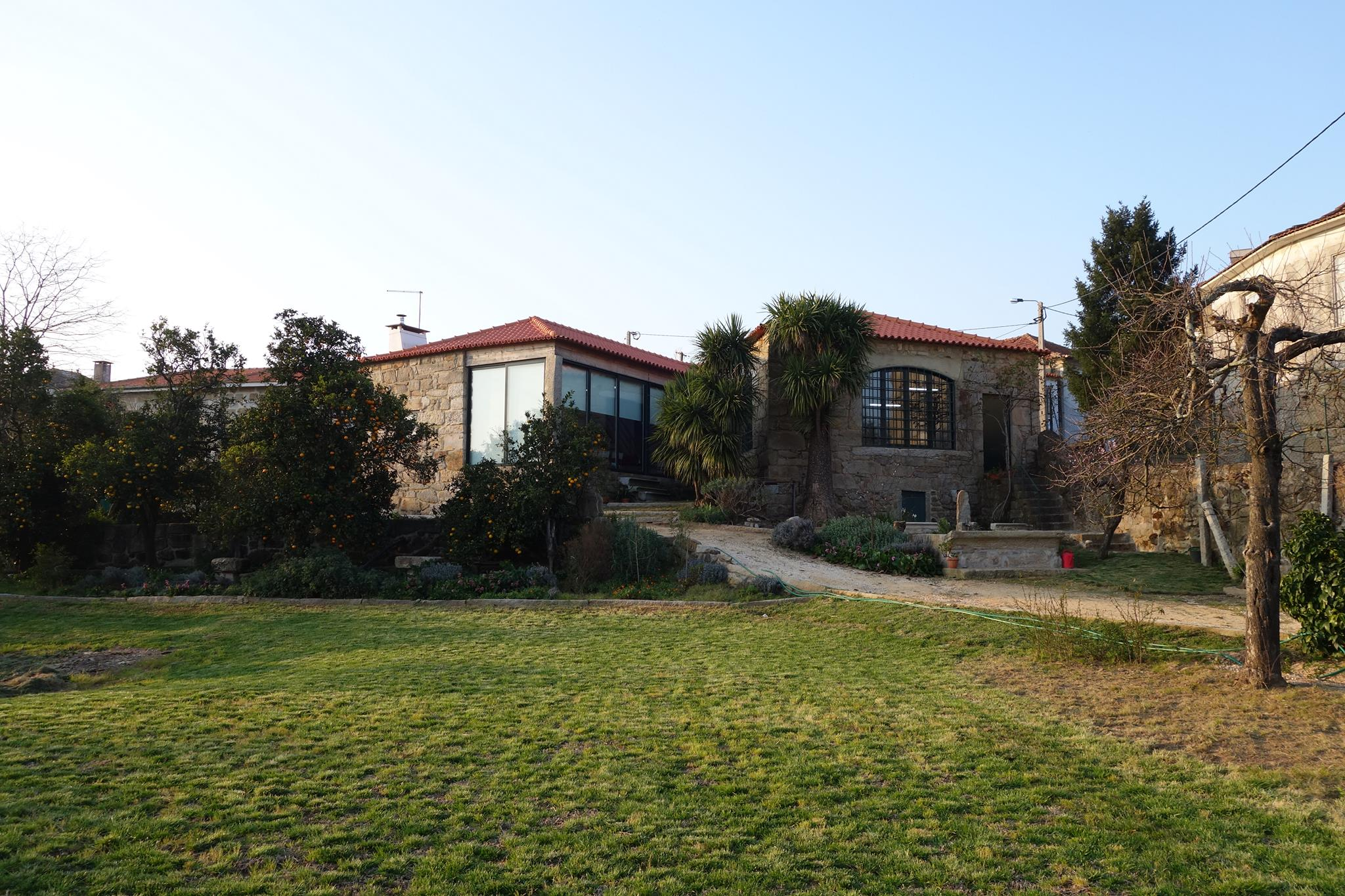
Exterior e jardim

A Casa possui um museu privado com itens dos séc XVII a XIX, evocando o modo como era trabalhada a terra nessa altura. Outra sala - a sala do tear - mostra enxovais de linho e trajes antigos bordados.[carece de fontes?]